# Kính thiên văn Khổng lồ
Kính thiên văn khổng lồ (OWL) là một khái niệm được định nghĩa bởi Tổ chức Nghiên cứu thiên văn châu Âu tại Nam Bán cầu để chỉ một Kính thiên văn cực lớn với đường kính thiết kế lên tới 100 mét. Tuy nhiên, do sự phức tạp và chi phí xây dựng quá đắt đỏ cho một chiếc kính lớn nhất thế giới theo thiết kế, ESO đã thay thế bằng việc xây dựng Kính thiên văn cực lớn châu Âu với đường kính 39,3 mét.

## Lịch sử
OWL lần đầu tiên được đề xuất vào năm 1998, và tại thời điểm đó được ước tính là khả thi về mặt công nghệ vào năm 2010-2015.
Mặc dù thiết kế 100 mét ban đầu sẽ không vượt quá khả năng phân giải góc của kính thiên văn giao thoa kế, nhưng nó sẽ có khả năng thu thập ánh sáng và hình ảnh đặc biệt giúp tăng đáng kể độ sâu mà loài người có thể khám phá vũ trụ. OWL có thể được dự kiến sẽ nhìn thấy bình thường các vật thể thiên văn với cấp sao biểu kiến là 38, hoặc 1.500 lần so với vật thể mờ nhất được Kính viễn vọng không gian Hubble phát hiện.
Tất cả các thiết kế được đề xuất cho OWL là các biến thể trên gương phân đoạn, vì không có công nghệ để chế tạo và vận chuyển theo khoảng cách lớn, một chiếc gương 60 hoặc 100 mét nguyên khối. Hoạt động của gương phân đoạn có phần phức tạp hơn so với gương nguyên khối, đòi hỏi phải căn chỉnh cẩn thận các phân đoạn (một kỹ thuật gọi là cophasing). Kinh nghiệm thu được trong các gương phân đoạn hiện tại (ví dụ, kính thiên văn Keck) cho thấy rằng gương được đề xuất cho OWL là khả thi. Tuy nhiên, chi phí dự kiến (khoảng 1,5 tỷ euro) được coi là quá cao, vì vậy ESO hiện đang chế tạo Kính thiên văn cực lớn châu Âu nhỏ hơn có đường kính khoảng 39 m. Ngoài ra, dường như có một số mâu thuẫn về chi phí xây dựng thực tế của OWL, với một số ước tính, chi phí của nó cao hơn một bậc (26 tỷ đô la) 
Người ta ước tính rằng một kính viễn vọng có đường kính 80 mét sẽ có thể phân tích quang phổ các hành tinh có kích thước Trái Đất xung quanh bốn mươi ngôi sao giống như Mặt Trời gần nhất. Như vậy, kính viễn vọng này có thể giúp khám phá các ngoại hành tinh và sự sống ngoài Trái Đất (vì quang phổ từ các hành tinh có thể tiết lộ sự hiện diện của các phân tử biểu thị sự sống).